# 切列德尼基
49°27′54″N 34°15′37″E / 49.46500°N 34.26028°E
切雷德尼基（烏克蘭語：Чередники），是烏克蘭中部的村莊，隸屬波爾塔瓦州的波爾塔瓦區。該村處於波盧濟爾亞河畔，分別距離普洛斯克3公里和赫雷科-巴甫利夫卡1公里，海拔高度87米。